# Nuoto in acque libere ai campionati mondiali di nuoto 2017 - 5 km maschili
La gara dei 5 km in acque libere maschile dei campionati mondiali di nuoto 2017 è stata disputata il 15 luglio nelle acque del lago Balaton, nella regione ungherese del Transdanubio, a partire dalle ore 10:00. Alla gara hanno preso parte 62 atleti provenienti da 38 nazioni.
La competizione è stata vinta dal nuotatore francese Marc-Antoine Olivier con un tempo di 54 minuti e 31,4 secondi, mentre l'argento e il bronzo sono andati rispettivamente all'italiano Mario Sanzullo e al britannico Timothy Shuttleworth.

## Risultati
| Posizione | Atleta                | Nazionalità   | Tempo     | Ritardo  |
| --------- | --------------------- | ------------- | --------- | -------- |
| 1         | Marc-Antoine Olivier  | Francia       | 54'31"4   | -        |
| 2         | Mario Sanzullo        | Italia        | 54'32"1   | +0"7     |
| 3         | Timothy Shuttleworth  | Gran Bretagna | 54'42"1   | +10"7    |
| 4         | Kirill Abrosimov      | Russia        | 54'45"9   | +14"5    |
| 5         | Fernando Ponte        | Brasile       | 54'47"1   | +15"7    |
| 6         | Andrea Manzi          | Italia        | 54'47"6   | +16"2    |
| 7         | Kristóf Rasovszky     | Ungheria      | 54'47"6   | +16"2    |
| 8         | Logan Fontaine        | Francia       | 54'47"9   | +16"5    |
| 9         | Vitaliy Khudyakov     | Kazakistan    | 54'48"1   | +16"7    |
| 10        | David Heron           | Stati Uniti   | 54'48"2   | +16"8    |
| 11        | Chad Ho               | Sudafrica     | 54'48"6   | +17"2    |
| 12        | Krzysztof Pielowski   | Polonia       | 54'52"0   | +20"6    |
| 13        | Logan Vanhuys         | Belgio        | 54'54"3   | +22"9    |
| 14        | Eric Hedlin           | Canada        | 54'56"9   | +25"5    |
| 15        | Antonio Arroyo        | Spagna        | 54'57"1   | +25"7    |
| 16        | Tobias Robinson       | Gran Bretagna | 54'59"0   | +27"6    |
| 17        | Andrew Gemmell        | Stati Uniti   | 54'59"3   | +27"9    |
| 18        | Marwan El-Amrawy      | Egitto        | 54'59"4   | +28"0    |
| 19        | David Farinango       | Ecuador       | 54'59"5   | +28"1    |
| 20        | Ventsislav Aydarski   | Bulgaria      | 55'00"5   | +29"1    |
| 21        | Johndry Segovia       | Venezuela     | 55'01"0   | +29"6    |
| 22        | Danie Marais          | Sudafrica     | 55'04"1   | +32"7    |
| 23        | Jack McLoughlin       | Australia     | 55'05"8   | +34"4    |
| 24        | Iván Enderica Ochoa   | Ecuador       | 55'11"0   | +39"6    |
| 25        | Matan Roditi          | Israele       | 55'13"2   | +41"8    |
| 26        | Marcus Herwig         | Germania      | 55'13"7   | +42"3    |
| 27        | Igor Chervynskyy      | Ucraina       | 55'13"9   | +42"5    |
| 28        | Ruwen Straub          | Germania      | 55'14"4   | +43"0    |
| 29        | Georgios Arniakos     | Grecia        | 55'15"0   | +43"6    |
| 30        | Tamás Farkas          | Serbia        | 55'17"8   | +46"4    |
| 31        | Márk Papp             | Ungheria      | 55'28"1   | +56"7    |
| 32        | Kirill Belyaev        | Russia        | 55'29"9   | +58"5    |
| 33        | Yasunari Hirai        | Giappone      | 55'33"3   | +1'01"9  |
| 34        | Yohsuke Miyamoto      | Giappone      | 55'38"0   | +1'06"6  |
| 35        | Idan Mordel           | Israele       | 55'39"1   | +1'07"7  |
| 36        | Matěj Kozubek         | Rep. Ceca     | 55'40"1   | +1'08"7  |
| 37        | Asterios Daldogiannis | Grecia        | 55'40"7   | +1'09"3  |
| 38        | David Brandl          | Austria       | 55'42"2   | +1'10"8  |
| 39        | Ihor Snitko           | Ucraina       | 55'46"3   | +1'14"9  |
| 40        | Victor Colonese       | Brasile       | 55'46"7   | +1'15"3  |
| 41        | Vít Ingeduld          | Rep. Ceca     | 55'54"8   | +1'23"4  |
| 42        | Phillip Seidler       | Namibia       | 56'32"7   | +2'01"3  |
| 43        | Juan Segovia          | Venezuela     | 56'32"8   | +2'01"4  |
| 44        | Zhang Zibin           | Cina          | 56'53"0   | +2'21"6  |
| 45        | Haythem Abdelkhalek   | Tunisia       | 56'53"9   | +2'22"5  |
| 46        | Fernando Betanzos     | Messico       | 57'04"2   | +2'32"8  |
| 47        | Pedro Pinotes         | Angola        | 57'22"8   | +2'51"4  |
| 48        | Rodrigo Caballero     | Bolivia       | 57'33"5   | +3'02"1  |
| 49        | Adel Ragab            | Egitto        | 57'57"3   | +3'25"9  |
| 50        | Sin Chin Ting Keith   | Hong Kong     | 59'14"5   | +4'43"1  |
| 51        | Alfredo Villa         | Messico       | 59'15"9   | +4'44"5  |
| 52        | Liu Shuyi             | Cina          | 1h00'06"0 | +5'34"6  |
| 53        | Bence Balzam          | Serbia        | 1h00'11"2 | +5'39"8  |
| 54        | Peter Gutyan          | Slovacchia    | 1h00'24"5 | +5'53"1  |
| 55        | Frank Ojarand         | Estonia       | 1h00'45"2 | +6'13"8  |
| 56        | Emilio Avila          | Guatemala     | 1h01'28"8 | +6'57"4  |
| 57        | Lev Cherepanov        | Kazakistan    | 1h02'30"8 | +7'59"4  |
| 58        | Zedheir Torrez        | Bolivia       | 1h02'36"8 | +8'05"4  |
| 59        | Amadou N'Diaye        | Senegal       | 1h03'31"1 | +8'59"7  |
| 60        | Tse Tsz Fung          | Hong Kong     | 1h05'59"0 | +11'27"6 |
| 61        | Cristofer Lanuza      | Costa Rica    | 1h06'01"6 | +11'30"2 |
| -         | Jorn Diekmann         | Namibia       | OTL       | -        |